# Montana medvedevi
Montana medvedevi är en insektsart som först beskrevs av Miram 1927.  Montana medvedevi ingår i släktet Montana och familjen vårtbitare. Inga underarter finns listade i Catalogue of Life.